# Girlschool

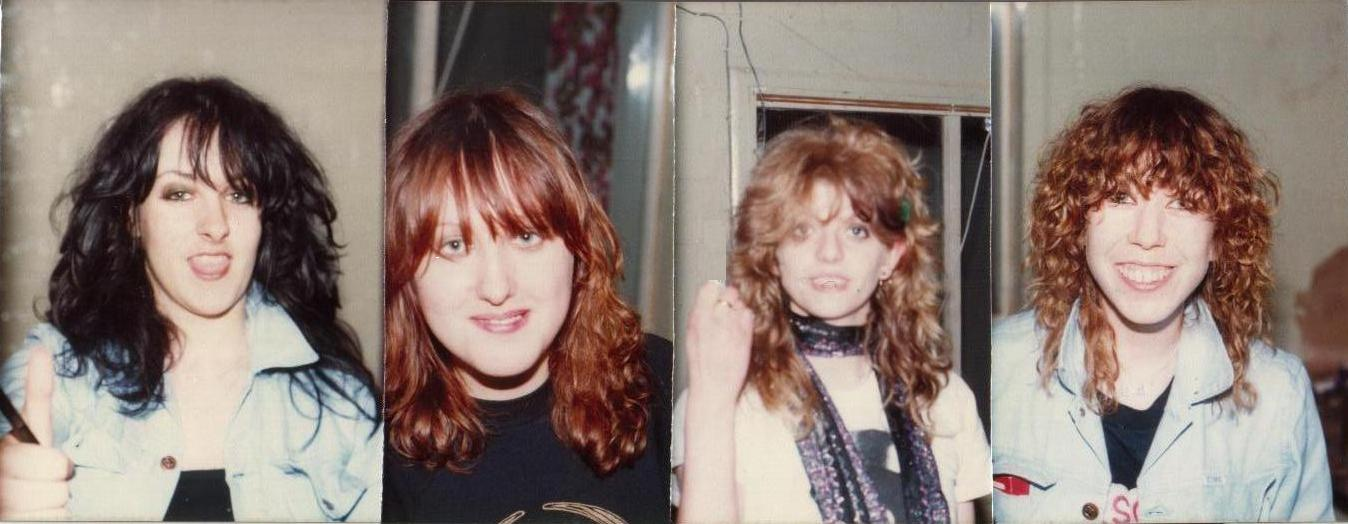
Leden van Girlschool in 1981

Girlschool is een Britse hardrockband bestaande uit vier vrouwen die gedurende de jaren tachtig heel populair was. Girlschool speelt een mix van heavy metal en punk. Ze behoren tot de NWOBHM en zijn de eerste vrouwelijke metalband.

## Geschiedenis
De groep werd in 1977 opgericht door gitariste Kim McAuliffe en zangeres/bassiste Enid Williams die maar een straat van elkaar woonden. Oorspronkelijk heette de groep Painted Lady, met Deirdre Cartwright op de elektrische gitaar en Tina achter de drums. Ze speelden vooral in de plaatselijke clubs. Deirdre Cartwright werd al snel vervangen door Kathy Valentine, die op haar beurt vervangen werd door Carla Olson. Na het vertrek van Carla en Tina in 1978 werden ze vervangen door Kelly Johnson en Denise Dufort en werd de naam veranderd in Girlschool. In 1979 toerden ze door Groot-Brittannië en op het vasteland van Europa in het voorprogramma van Motörhead tijdens hun Overkill-tour. Ook brachten ze hun eerste single getiteld Take it all away uit. Hun debuutalbum Demolition bereikte de Britse top 30.
1981 was een goed jaar voor de groep. Samen met Motörhead brachten ze een album uit onder de naam "Motörschool Headgirl". De ep St. Valentine's Day Massacre, met de hit Please Don't Touch behaalde de vijfde plaats in de Britse Top 40. Later dat jaar brachten ze hun tweede album uit, Hit and Run. Het album bereikte de vijfde plaats in de albumlijst en de gelijknamige single de 35e plaats in de Britse Top 40. In 1982 kwam hun derde album Screaming Blue Murder uit. Ook werd Enid Williams vervangen door Gil Weston-Jones.
In 1983 gingen ze terug de studio in voor hun vierde album Play Dirty. Later dat jaar verliet Kelly Johnson de groep en werd vervangen door Cris Bonacci (eerste gitaar) en Jackie Bodimead (zang/toetsinstrumenten). In 1985 tekenden ze een contract met Mercury Records en kwam hun vijfde album Running Wild uit. In 1986 kwam het album GWR uit, waarvan de single I'm the Leader of the Gang die samen met Gary Glitter werd opgenomen, werd getrokken, en verliet Jackie Bodimead de groep waarna de band verderging als viertal, waarbij Kim de leadzang op zich nam.
In 1987 verliet Gil Weston-Jones de groep om dan vervangen te worden door Tracey Lamb waarmee ze in 1988 het album Take a Bite opnamen. Eind 1990 gingen Kim, Cris, Denise en Enid samenwerken met punkzangeres Toyah Willcox onder de naam "She Devils" voor het "Women in Music-festival" in december '90. In de zomer van '91 verving Lydie Gallais Denise achter de drums waarna ze onder de naam "Strange Girls" een demo bestaande uit 3 nummers uitbrachten. Hetzelfde jaar speelden ze op een aantal festivals in Duitsland, in het voorprogramma van the Beach Boys. In '92 bracht Girlschool het gelijknamige album uit, met Jackie Carrera op de bas. De terugkeer van Kelly en Tracey in '93 resulteerde in een tour door Europa, waarvan in '95 het livealbum Girlschool Live verscheen. In 2000 keerden bassiste/vocaliste Enid en leadgitariste Jackie Chambers terug bij de band. In '02 brachten ze, voor de 21ste verjaardag van Girlschool, het album Not That Innocent uit. Dit album werd 3 jaar eerder opgenomen. Er stonden wel 2 nieuwe nummers nummers op: Coming Your Way en Innocent. Na de release van hun album Believe mocht Girlschool verschillende festivals headlinen, speelde ze samen met Alice Cooper en Twisted Sister, en toerde ze in het voorprogramma van Motörhead door het Verenigd Koninkrijk. In 2008 volgde weer een nieuw album.
15 juli 2007 overleed de ex-girlschool gitariste Kelly Johnson aan de gevolgen van leukemie, ze werd 49 jaar oud.
In 2015 bracht Girlschool Guilty as Sin uit, het laatste album voor het oude oorspronkelijke lid Enid Williams, en in 2019 stond de band haar toe permanent te vertrekken, waardoor Tracey Lamb zich weer bij de resterende drie kon voegen, eerst als een stand-in bassist en daarna als de opvolger.

## Discografie
- Demolition (1980)
- Hit and Run (1981)
- Screaming Blue Murder (1982)
- Play Dirty (1983)
- Running Wild (1985)
- Nightmare at Maple Cross (1986)
- Take a Bite (1988)
- Girlschool (1992)
- 21st Anniversary: Not That Innocent (2002)
- Believe (2004)
- Legacy (2008)
- Hit and Run – Revisited (2011)
- Guilty as Sin (2015)

## Samenstelling

### Huidige bezetting
- Jackie Chambers - leadgitaar
- Tracey Lamb - basgitaar en zang
- Denise Dufort - drums
- Kim McAuliffe - zang en slaggitaar

### Voormalige bezettingen

#### 1977 - 1978 (als Painted Lady)
- Enid Williams - basgitaar en zang
- Kim McAuliffe - slaggitaar en zang
- Deirdre Cartright e.a. - leadgitaar
- Tina Gayle e.a. - drums

#### 1978 - 1982
- Enid Williams - basgitaar en zang
- Kim McAuliffe - slaggitaar en zang
- Kelly Johnson - leadgitaar en zang
- Denise Dufort - drums

#### 1983
- Gil Weston - basgitaar en zang
- Kim McAuliffe - slaggitaar en zang
- Kelly Johnson - leadgitaar en zang
- Denise Dufort - drums

#### 1983 - 1984
- Gil Weston - basgitaar en zang
- Kim McAuliffe - slaggitaar en zang
- Cris Bonacci - leadgitaar
- Denise Dufort - drums

#### 1985
- Jackie Bodimead - leadzang en klavier
- Gil Weston - basgitaar en zang
- Kim McAuliffe - slaggitaar en zang
- Cris Bonacci - lead guitar
- Denise Dufort - drums

#### 1986
- Gil Weston - basgitaar en zang
- Kim McAuliffe - slaggitaar en leadzang
- Cris Bonacci - leadgitaar
- Denise Dufort - drums

#### 1987 - 1990
- Tracey Lamb - basgitaar en zang
- Kim McAuliffe - slaggitaar en leadzang
- Cris Bonacci - leadgitaar
- Denise Dufort - drums

#### 1990 (als She Devils)
- Toya Willcox - leadzang
- Tracey Lamb - basgitaar en zang
- Kim McAuliffe - slaggitaar en zang
- Cris Bonacci - leadgitaar
- Denise Dufort - drums

#### 1991 (als Strange Girls)
- Tracey Lamb - basgitaar
- Kim McAuliffe - slaggitaar en leadzang
- Cris Bonacci - leadgitaar
- Lydie Gallais - drums

#### 1992
- Jackie Carrera- basgitaar
- Kim McAuliffe - slaggitaar en leadzang
- Cris Bonacci - leadgitaar
- Denise Dufort - drums

#### 1993 - 1999
- Tracey Lamb - basgitaar en zang
- Kim McAuliffe - slaggitaar en zang
- Kelly Johnson - leadgitaar en zang
- Denise Dufort - drums

#### 2000 - 2019
- Jackie Chambers - leadgitaar
- Enid Williams - basgitaar en zang
- Denise Dufort - drums
- Kim McAuliffe - slaggitaar en zang